# Prolación
Prolación es un término usado en la teoría de la música medieval para describir la estructura rítmica en una pequeña escala. El término deriva del latín prolatio, usado por primera vez por Philippe de Vitry en la descripción que hizo en su tratado Ars Nova, del estilo musical homónimo que se desarrollará en Francia alrededor del siglo XIV.
Prolación, junto a tempus, corresponden aproximadamente al concepto de compás en la música moderna. La prolación describía que una semibreve era igual a dos mínimas (prolación menor o prolación imperfecta) o si era igual a tres mínimas (prolación mayor o prolación perfecta)
La música antigua fue estructurada en subdivisiones de tres, mientras que el valor de las notas en la música moderna está inequívocamente dividido en dos partes, lo que significa que solo la prolación menor ha sobrevivido en la indicación de compás actual. Actualmente indicamos las subdivisiones de tres por modificación de la duración de la nota a través de los puntos o los tresillos.

## Las innovaciones de Philipe de Vitry
Este autor describirá dos figuras, la mínima y la semiminima, con lo que las combinaciones posibles darán las siguientes notas: duplex longa, longa, breve, semibreve, mínima y semiminima. En el Ars antiqua el compás más utilizado había sido el ternario. Este compositor, sin embargo, usará tanto los binarios como los ternarios.
Además, aparecen notas iguales pero que poseen valores diferentes según sea la posición que ocupan. Se dividirán según necesite el compositor. Esta mezcla será una característica del Ars nova y producirá una variedad de compases hasta entonces imposibles de representar. El uso de la división binaria y ternaria, se indicará mediante unos signos a modo de compás, los cuales se colocarán al principio de la pieza o cuando los cambios van a ser prolongados. Si el cambio era solo para pocas notas, éstas irán en tinta roja siendo éste uno de los usos de la llamada "notación roja" de este período.
Vitry utilizó los términos modo, tiempo y prolación para definir las relaciones entre los distintos valores. El modo señalaba la relación entre longa y breve y podía ser perfecto (subdivisión ternaria) o imperfecto (subdivisión binaria). El tiempo, indicaba la relación breve-semibreve, según los mismos criterios (perfecto-3, imperfecto-2). Finalmente, la prolación indicaba la relación entre semibreve y mínima: una semibreve era igual a dos mínimas (prolación menor o prolación imperfecta) o si era igual a tres mínimas (prolación mayor o prolación perfecta).
- Datos: Q1089217